# Aquaspirillum polymorphum
Espèce
Aquaspirillum polymorphum est l'ancienne espèce Spirillum polymorphum reclassée dans le genre Aquaspirillum en 1973. Ce sont des bactéries à gram négatif aérobies de forme incurvée. Le statut de cette espèce est actuellement controversé et elle pourrait être en fait une Magnetospirillum.

## Taxonomie
L'espèce Aquaspirillum polymorphum a d'abord été décrite en 1957 en tant que spirillum polymorphum. Elle a ensuite été reclassée avec la caractérisation de la souche 9 (ATCC 11332) lors de la description du genre Aquasipirillum. Elle a été classée dans le genre Aquaspirillum sur la base de sa composition en bases GC, sa morphologie et ses caractéristiques générales.

### Étymologie
L'étymologie du nom de genre Aquaspirillum est basée sur le mot aqua et se résume ainsi : A.qua.spi.ril.lum. L. fem. n. aqua, eau; Gr. fem. n. speîra, une spiralle; N.L. neut. dim. n. spirillum, une petite spiralle; N.L. neut. dim. n. Aquaspirillum, Une petite spiralle aquatique. L'étymologie de l'épithète caractéristique de cette espèce est po.ly.mor’phum. N.L. neut. adj. polymorphum, qui a plusieurs formes, polymorphous; from Gr. masc. adj. polymorphos.

## Description d'A. polymorphum
Les bactéries de cette espèce sont mobiles avec majoritairement un flagelle bipolaire mais peuvent parfois en avoir trois sur un pôle selon les différentes descriptions. Les bactéries sont à gram négatif et ont un diamètre de 0,3 µm à 0,5 µm. Elle peut réduire le nitrate en nitrite mais par contre, n'est pas capable de croître en anaérobie sur Nitrate. Les colonies sont blanches, circulaires et convexes. Elle peut croître en présence de 1% de bile mais pas sur 1% glycine. Les milieux de cultures qui peuvent être utilisés sont l'EMB et le MacConkey agar,mais ni le TSI, ni le Seller agar ou le bouillon de culture MRVP. Elle peut utiliser une grande variété d'acides aminés comme source d'azote si le succinate plus malate sont utilisés comme sources de carbone. Seuls le malonate, l'acétate et quelques acides aminés peuvent être utilisés comme sources uniques de carbone si l'azote est apporté par les ions ammonium uniquement. Cette espèce ne produit pas de pigments en présence d'acides aminés aromatiques. Aquaspirillum polymorphum est catalase positive et phosphatase négative et uréase négative. Le contenu en bases nucléiques GC de l'ADN est de 62%.

## Habitat
La souche NCIB 9072 de l'espèce A. polymorphum a été isolée de l'eau d'un étang.